# Tabebuia striata
Tabebuia striata es una especie de planta perteneciente a la familia Bignoniaceae. Se encuentra en Colombia y Panamá.

## Fuente
- Mitré, M. 1998. Tabebuia striata. 2006 IUCN Lista Roja de Especies Amenazadas. >Visto 23 de agosto de 2007

- Datos: Q5226583